# 75e régiment d’infanterie
Das 75e régiment d'infanterie (zeitweise auch 75e régiment d'infanterie de ligne) war ein Infanterieregiment der französischen Armee. Aufgestellt wurde es 1684 als Régiment de Provence.
Vor der Einführung der Nummerierung der Regimenter am 1. Januar 1791 führte es in der königlich französischen Armee zuletzt den Namen Régiment du Monsieur.

## Aufstellung und Namensänderungen in chronologischer Reihenfolge
- 1684: Régiment de Provence
- 1749: Das Régiment de Ponthieu wurde eingegliedert
- 1770: Umbenennung in Régiment du Comte de Provence[2]
- 1774: Régiment du Monsieur[3]
- 1791: 75ème régiment d’infanterie de ligne
- 1793: Umgliederung im Zuge der Premier amalgame

aus dem 1. Bataillon wurde die «139ème demi-brigade d’infanterie de bataille»
aus dem 2. Bataillon wurde die «140ème demi-brigade d’infanterie de bataille»
- 1794: Aufstellung der 75e demi-brigade de bataille aus

1. Bataillon des «38e régiment d’infanterie de ligne»
1. Bataillon der «Volontaires des Vosges» (Vogesen-Freiwillige)
1. Bataillon der «Volontaires de la Côte-d’Or» (Côte-d’Or-Freiwillige)
- 1796: Aufstellung der «75e demi-brigade d’infanterie de ligne» aus

«70e demi-brigade de bataille» (bestehend aus: 2. Bataillon des 35e régiment d’infanterie,  1. Bataillon der «Volontaires des Landres» und dem 1. Bataillon der «Volontaires de l'Ardèche»)
«117e demi-brigade de bataille» (bestehend aus: 1. Bataillon des «59e régiment d’infanterie», 2. Bataillon der «Volontaires de la Côte d’Or» und dem 1. Bataillon der «Volontaires de la Haute-Loire»)
«152e demi-brigade de bataille» (bestehend aus: 2. Bataillon des «82e régiment d’infanterie», 7. Bataillon der «Volontaires de la Marne» und dem 6. Bataillon der «Volontaires du Bas-Rhin»)
der «1e compagnie de grenadier» der «26e demi-brigade de bataille» (1. Grenadierkompanie der 26e demi-brigade de bataille)
- 1803: Umbenennung in 75e régiment d’infanterie de ligne
- 1816: Die «Légion de la Seine-Inférieure» übernahm die Nummer 75
- 1820: Da es nur 60 Infanterieregimenter gab, war die Nummer 75 nicht vergeben
- 1854: Mit Befehl vom 29. September erfolgte die Aufstellung des 75e régiment d’infanterie
- 1914: Bei der Mobilisation wurde es der «53e brigade d’infanterie» (53. Infanteriebrigade) der «27e division d’infanterie» im «14e corps d’armée». Es stellte Personal zur Aufstellung seines Reserveregiments, des «275e régiment d'infanterie», welches am 1. Juni 1916 wieder aufgelöst wurde.
- 1924: am 1. Januar wurde das Regiment in Romans-sur-Isère aufgelöst
- 1939: Wiederaufstellung als 75e demi brigade alpine de forteresse (75e DBAF) (75. Alpine-Festungshalbbrigade)
- 1940: Auflösung
- 1966: Wiederaufstellung als „75e régiment d’infanterie“
- 1984: Auflösung in Valence

## Mestres de camp/Colonels
Mestre de camp war von 1569 bis 1661 und von 1730 bis 1780 die Rangbezeichnung für den Regimentsinhaber und/oder für den mit der Führung des Regiments beauftragten Offizier. Die Bezeichnung „Colonel“ wurde von 1721 bis 1730, von 1791 bis 1793 und ab 1803 geführt.
Nach 1791 gab es keine Regimentsinhaber mehr.
Sollte es sich bei dem Mestre de camp/Colonel um eine Person des Hochadels handeln, die an der Führung des Regiments kein Interesse hatte (wie z. B. der König oder die Königin), so wurde das Kommando dem „Mestre de camp lieutenant“ (oder „Mestre de camp en second“) respektive dem „Colonel-lieutenant“ oder „Colonel en second“ überlassen.
- 1791: Vincent d'Auriol – Colonel (*)

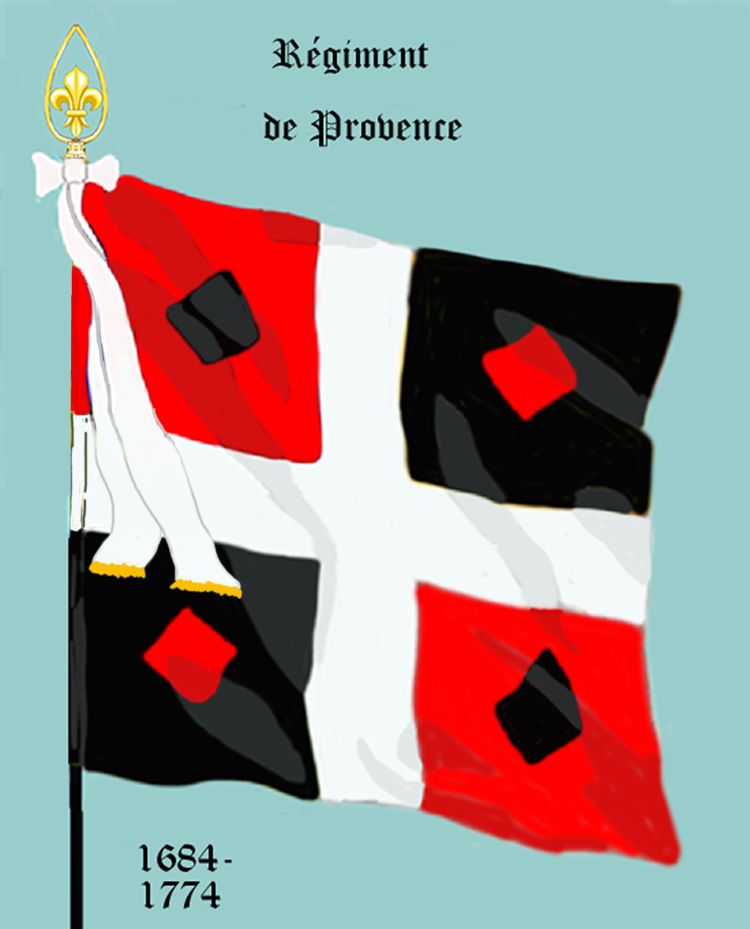
Fahne des Regiments bis 1791

- 1791: Thomas Le Forestier – Colonel
- 1792: Paul Daules Laroque – Colonel

(…)
- 1803: François L'Huillier –  Colonel (**)
- 1807: Charles-Joseph Buquet – Colonel (*)
- 1809: Etienne-François Lamorendiere-Ducoudray – Colonel (*)
- 1814: François Cressent Petel – Colonel
- 1814: Pierre Mativet – Colonel
- 1884: J.T.Keiser – Colonel
- 1912–1914: Jean Pierre Camille Nautré – Colonel
- 15. Dezember 1915 bis 21. April 1916: Colonel Putois.
- 1966–1968: Jean Raoux – Colonel[4]

Während dieser Zeit sind gefallen oder wurden verwundet:
- Colonel L’Huillier: verwundet am 21. März 1801, am 2. Dezember 1805 und am 6. Februar 1807
- Colonel Buquet: verwundet am 10. Juni 1807 und am 28. Juli 1809

Offiziere, die in der Zeit des Kaiserreichs gefallen sind oder verwundet wurden:
- Gefallen: 22
- An ihren Verwundungen gestorben: 17
- Verwundet: 129

## Einsatzgeschichte

### Holländischer Krieg
- 1677: Belagerung von Saint-Omer – Belagerung von Maastricht – Schlacht bei Cassel

### Spanischer Erbfolgekrieg (1701 bis 1714)
- 1704: Zusammen mit dem Régiment d’Artois als Garnison in Ulm, Teilnahme an der Zweiten Schlacht bei Höchstädt

- 1720: Das Regiment stand in der Provence und war hier Teil des Abschirmungskordons, mit dem ein Ausbreiten der Pest verhindert werden sollte.

### Polnischer Thronfolgekrieg
- 1734: Schlacht bei Parma und Schlacht bei Guastalla

### Revolution und Erstes Kaiserreich
- 1793: Kämpfe bei Brumath und Gambsheim, Zweite Schlacht bei Weißenburg, Kämpfe bei Lauterbourg

Zwischen 1793 und 1803 existierte kein „75e régiment d’infanterie“
- 1803: Das Regiment erhielt den Befehl zur Verlegung nach Valenciennes
- 1805:Schlacht bei Ulm, Gefecht bei Memmingen, Schlacht bei Austerlitz

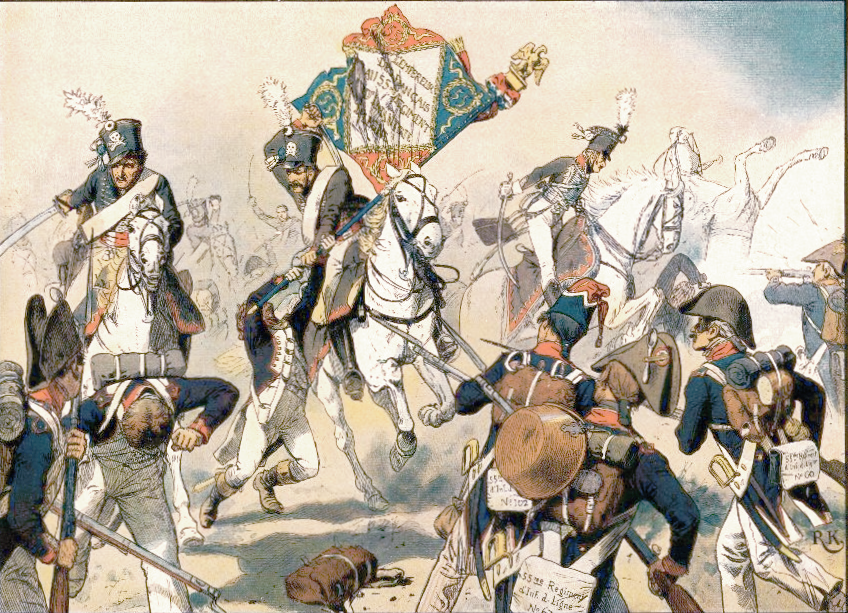
Preußische Husaren erobern eine französische Fahne in der Schlacht bei Heilsberg

- 1806: Schlacht bei Jena
- 1807:

in Hoff, Schlacht bei Eylau, Schlacht bei Heilsberg, bei der Belagerung von Danzig
- 1809: Spanienfeldzug, Gefechte bei Talavera de la Reyna und Almonacid
- 1810: Gefecht Juncler
- 1811: Gefecht bei Alcalá de Henares
- 1812: Gefecht bei Villalba
- 1813: Schlacht bei Vitoria, Gefecht am Col de Maya, als Besatzung in Pamplona und Vera,

Schlacht bei Großgörschen, Schlacht um Dresden, Bunzlau
- 1814: 27. Februar: Schlacht bei Orthez, in Vic-Bigorre, Schlacht bei Toulouse
- 1815: Kämpfe bei Namur, Schlacht bei Waterloo

### Zweites Kaiserreich
- 1854: Kabylei

- 1859–1860: Sardischer Krieg

### Deutsch-Französischer Krieg
- 1870: Schlacht bei Vionville, Schlacht bei Gravelotte, Gefecht bei Roncourt und Schlacht bei Bellevue
- Am 16. August 1870 wurde im Rekrutendepot ein 4. Bataillon formiert, das zum größten Teil aus neu angekommenen Nachersatz bestand. Aus diesem Bataillon wurde das «11e régiment de marche» (11. Marschregiment) gebildet, das der «2e brigade» der «2e division» im «13e corps d'armée» zugewiesen war.[5]

### Erster Weltkrieg
Bai Kriegsausbruch lag das Regiment in der Kaserne in: Romans; es gehörte zur 53e brigade d'infanterie (53. Infanteriebrigade) der 27e division d'infanterie (27. Infanteriedivision) im 14e Corps d'armée (14. Armeekorps).
- 1914:

k. A.
- 1915:
- März: Das Rekrutendepot des 75e RI stellte eine Kompanie für das «414e régiment d'infanterie» (ein Reserveregiment) auf.
- 28. September bis 6. November: Herbstschlacht in der Champagne

- 1916:

k. A.
- 1917:

k. A.
- 1918:

k. A.

### Zwischenkriegszeit
Am 1. Januar 1924 wurde das Regiment in Romans-sur-Isère aufgelöst.

### Zweiter Weltkrieg
Am 24. August 1939 wurde die Einheit unter dem Namen 75e DBAF (Demi brigade alpine de forteresse – Alpine Festungs-Halbbrigade) neu aufgestellt und einem Abschnitt der Ligne Maginot (Secteur fortifié Dauphiné – Festungsabschnitt Dauphiné) zugewiesen. Aufgestellt durch das Centre Mobilisateur d'infanterie (CMI 144), handelte es sich um einen Verband der «Réserve A». Nach dem Waffenstillstand wurde es im Sommer 1940 aufgelöst.

### Nachkriegszeit
Im Jahre 1966 wurde das Regiment erneut aufgestellt und bereits 1984 wieder aufgelöst.

## Fahne

Fahne

Auf der Rückseite der Regimentsfahne sind (seit Napoleonischer Zeit) in goldenen Lettern die Feldzüge und Schlachten aufgeführt, an denen das Regiment ruhmvoll teilgenommen hat.

## Auszeichnungen

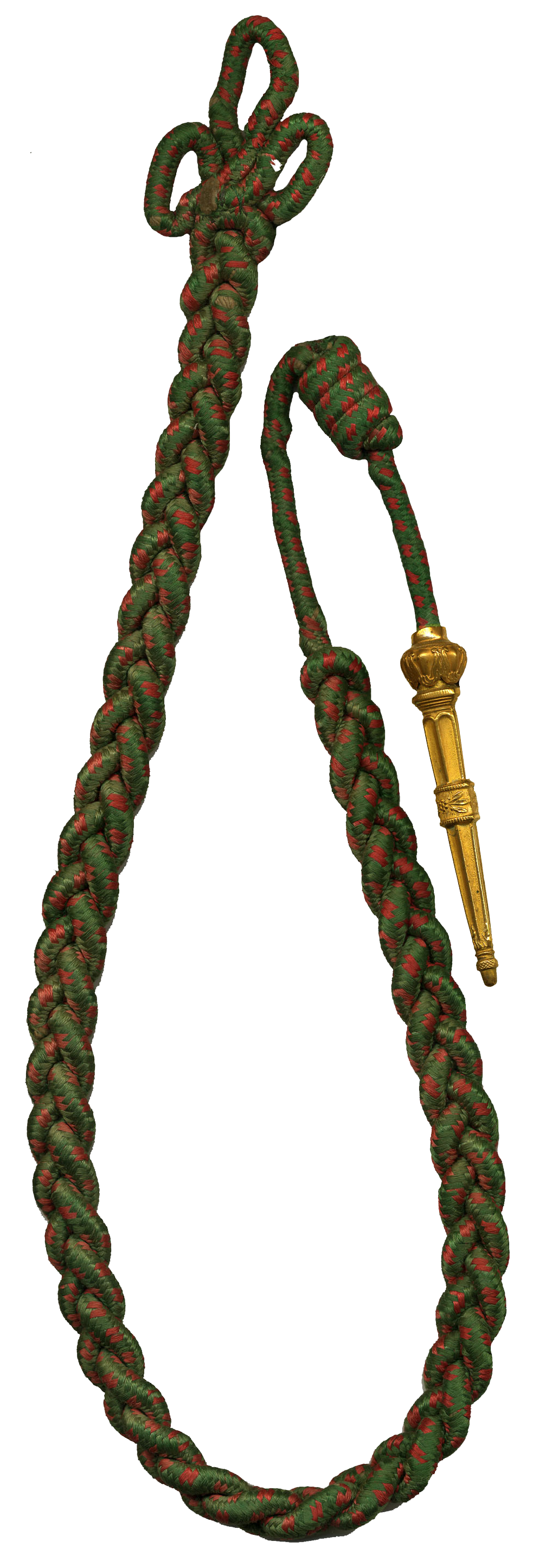
Fourragère in den Farben des Croix de guerre 1914–1918

Das Fahnenband ist mit dem Croix de guerre 1914–1918  mit zwei Palmenzweigen für lobende Erwähnungen im Armeebericht dekoriert.
Die angehörigen des Regiments hatten das Recht, die Fourragère in den Farben des Croix de guerre 1914–1918 zu tragen.

## Uniformen des Ancien Régime

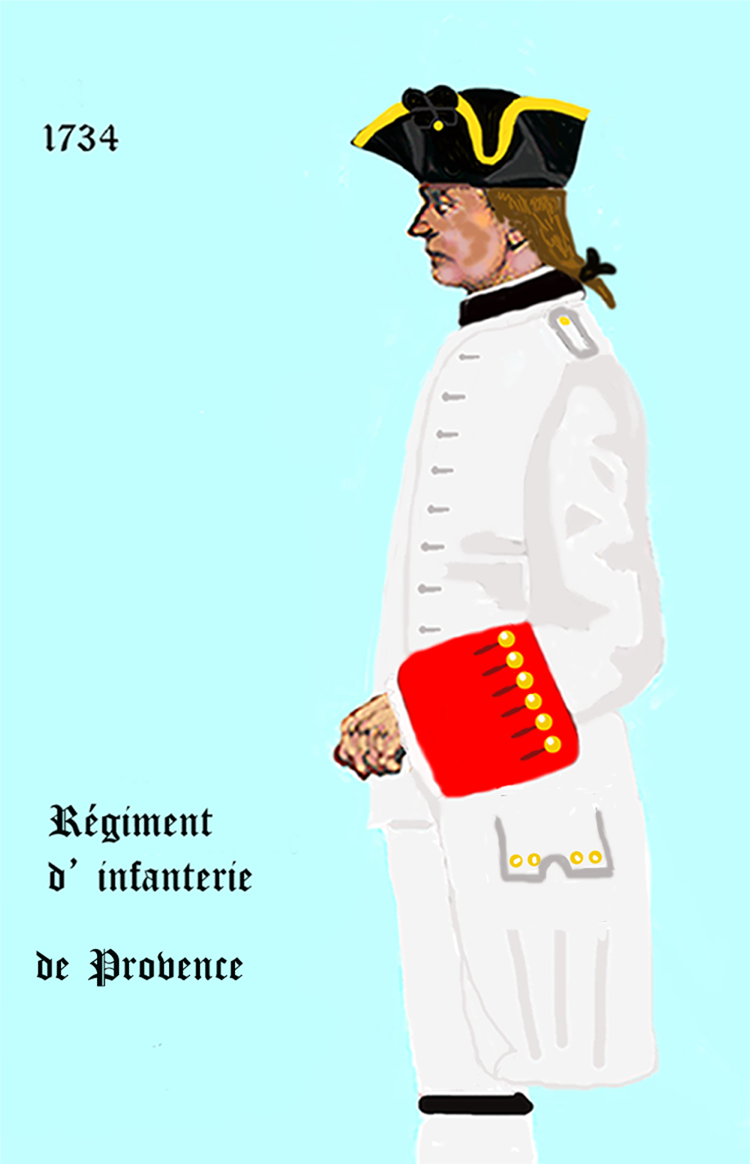
1734
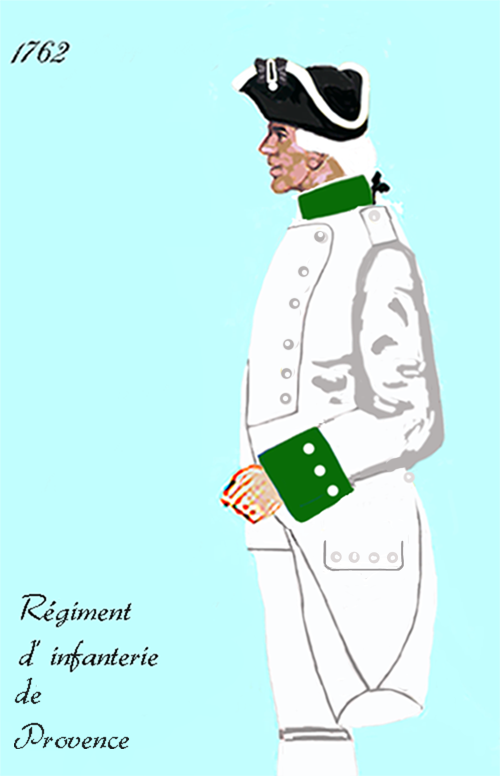
1762
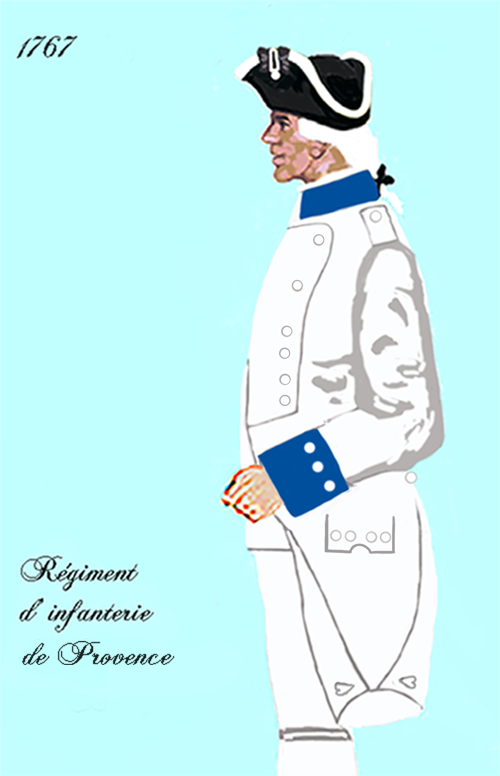
1767
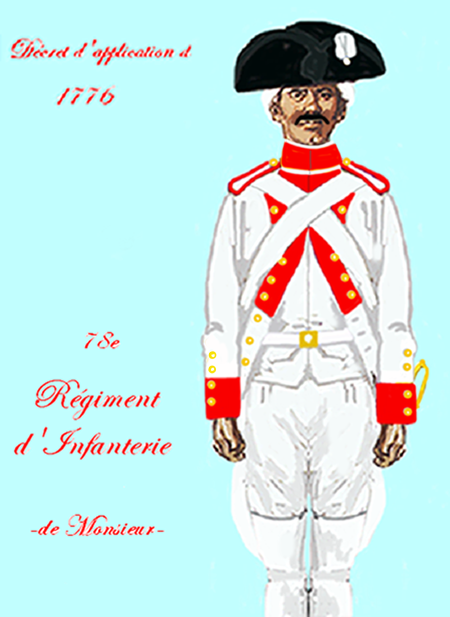
1776
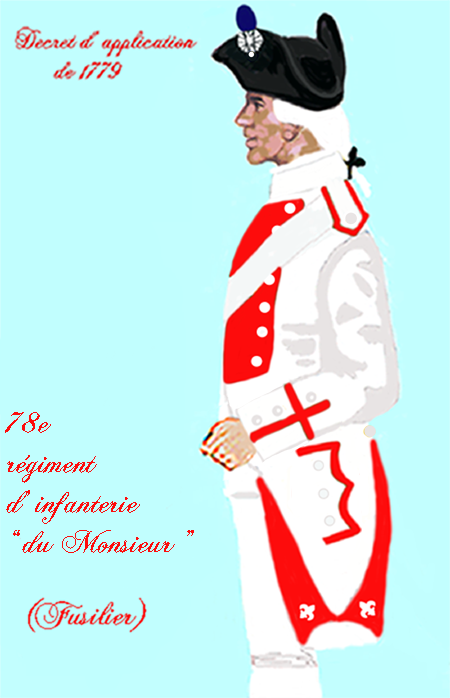
1779
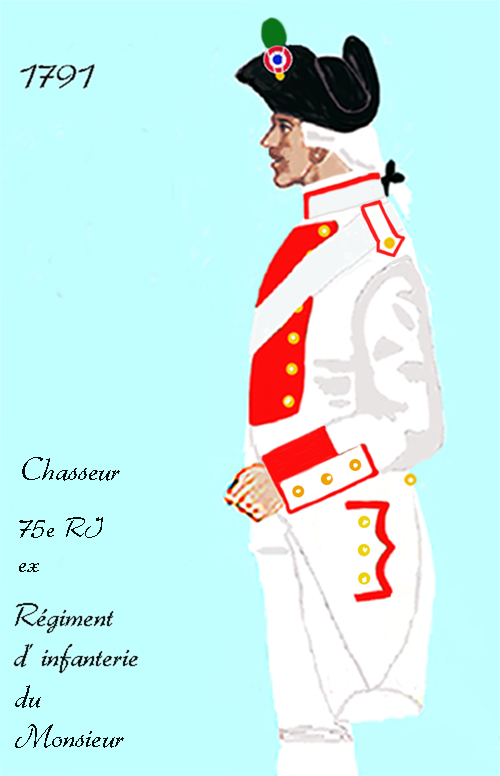
1791
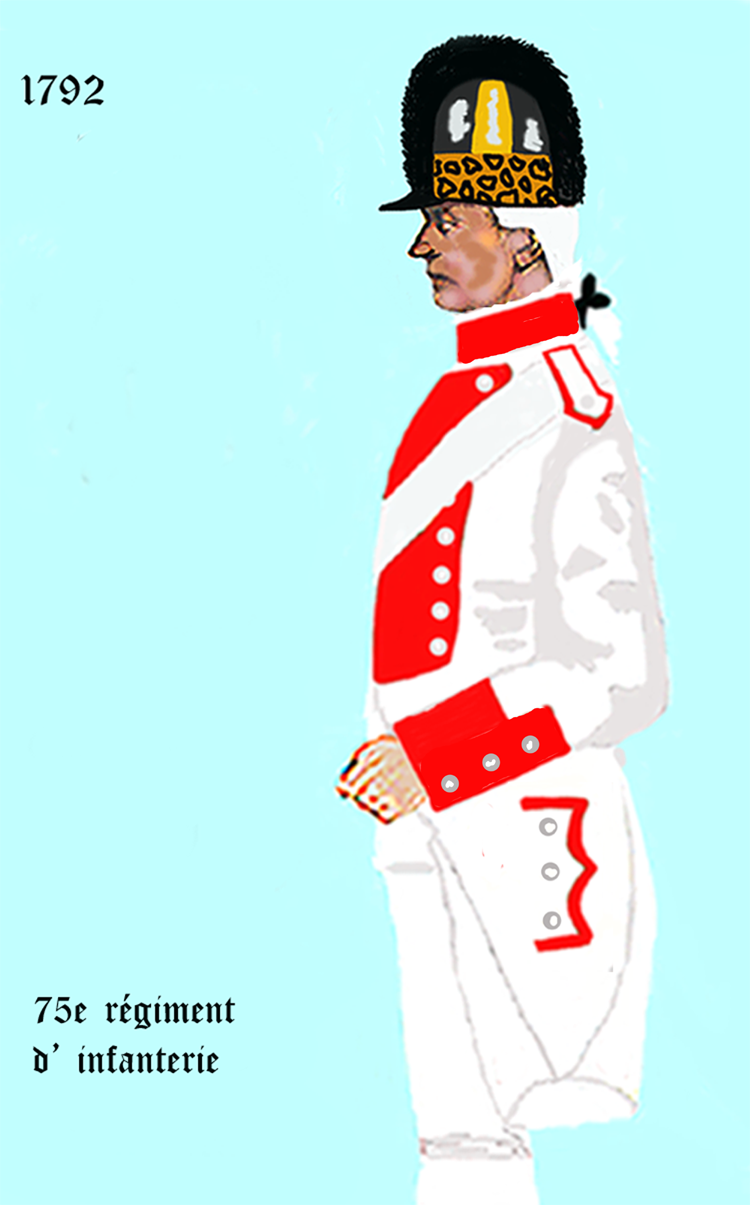
Uniform des Regiments nach der Verordnung vom 15. Januar 1792

## Internes Verbandsabzeichen
Das Regimentsabzeichen zeigt die schwarz-rote Fahne mit dem weißen Kreuz des königlichen Regiments Provence. Auf dem Querbalken des Kreuzes befindet sich die Inschrift «R 75 I».

## Bekannte Angehörige des Regiments
- Thomas Prosper Jullien, 1796 Capitaine in der «75e demi-brigade d’infanterie de ligne», ab 1798 Gehilfe im Stab von Napoleon Bonaparte.